# 로보트 태권브이
《로보트 태권브이》(Robot Taekwon V)는 1976년에 대한민국의 김청기가 감독한 극장용 장편 만화 영화 연작 중 첫 작품의 원제이며, '태권브이'는 주인공이 탑승·조종하는 로봇의 이름이다. 2007년 복원되어 재개봉되기도 하는 등, 태권브이는 1970년대를 살아간 대한민국의 40대 중·장년층의 추억이 담긴 로봇 애니메이션으로 평가된다.

## 제작

2016 서울빛초롱축제에서의 태권브이 모양 등

1976년 3월 김청기 감독, 지상학 각본으로 6월 개봉을 목표로 SF 만화 영화를 제작 중임이 보도되었다. 그 해 여름에 개봉한 《로보트 태권V》는 서울에서만 20만 명의 관객이 관람하는 등 흥행에 성공하여 속편으로 이어지게 되었다.
김청기감독은 당시 유행하는 거대로봇에 영감을 얻고, 이순신 장군의 얼굴을 모티브로 태권v를 구상하였다.

### 최초의 오리지널 사운드 트랙
최호섭이 부른 이 만화영화의 주제가는 서라벌 레코드사에서 발매하였으며, 이는 대한민국 최초의 애니메이션 오리지널 사운드 트랙(OST)이다. 영문판 주제가는 두 가지가 있다.

## 등장인물 및 배경
로봇을 조종하는 주인공은 태권도 유단자이며, 로봇을 제작한 박사와 연구소, 박사의 딸, 덜렁대는 성격의 동생이 등장하는 전형적인 거대로봇의 환경이 구성되어 있다. 동생 철이는 직접 만든 주전자를 모티브로 하는 깡통로봇(깡통 모양의 갑옷)을 입고 나와 도움을 준다.

### 태권브이의 제원
로보트 태권브이의 디지털 복원판 영화 홈페이지에 따르면, 키 56미터, 무게 1400톤, 파워 895만 킬로와트로 나와 있다. 딴지일보 1999년 5월 31일 기사에 따르면, 키 39~42미터, 무게 3,500톤(태권브이의 키를 40미터로 보았을 때), 파워는 시간당 최대 31,700킬로와트로 나와 있다.

#### 조종사와 제비호
조종사는 훈이와 영희로 이들은 제비호를 타고 태권브이의 머리 윗부분에 착륙하는 방식으로 태권브이에 타게 된다. 제비호는 태권브이가 움직이는 도중에 분리되어 비행하며 주변 상황을 조종사에 전달하기도 하며, 실질적인 태권브이 조종사는 훈이 한 명으로 볼 수 있다.

#### 혼연일체
탑승한 뒤 훈이가 태권브이의 중앙 부분으로 내려가 훈이의 머릿속 생각-뇌파-에 태권브이가 반응하여 움직이는 방식 등으로 태권브이를 조종한다. 이는 태권브이가 갖는 가장 큰 장점이자 바로 가장 큰 약점이 된다.

#### 태권도
태권브이는 무술을 사용하는 것이 가장 큰 특징이며, 이는 일본의 만화영화인 마징가제트에서 각종 무기를 이용하여 공격하는 것과 달리 태권브이는 기본적으로 태권도로서 적을 제압한다. 혼연일체로 동작하는 태권브이의 조종사인 훈이가 태권도 유단자로 출연하는데, 태권브이 또한 훈이의 태권도 실력을 그대로 갖는다.

#### 약점
태권브이에는 3번키를 누른다는 말이 나오는데, 이는 남자 주인공의 행동을 바로 태권브이의 행동으로 전환해주는 기술로 한국에서는 주로 투장 다이모스와 비교되어 세계최초로 동작 트레이스 시스템을 적용한 작품이라고 화자되나 엄밀히 말하면 73년에 이미 일본의 특촬물인 쟌보그A라는 작품에 동작 트레이스 시스템이 등장한바 있으므로 세계 최초는 아니다. 태권브이에서 적용된 기술은 문제점이 있었다. 바로, 이 기술을 쓰고 난 다음 남자 주인공의 체력(기력)이 떨어진다는 것이다. 후에 다른 작품에서는 이 기술을 사람의 생각만으로 기계를 움직이게 할 수 있는 기술로 바꾸게 된다. 미국 드라마 에어울프에서도 이 기술이 적용된 기기가 등장한다.

## 표절
김청기 감독이 제작을 맡은 로보트 태권브이는 1976년 극장판을 발표하면서 중장년층에게 알려졌으나 이미 일본에서는 로보트 태권브이보다 4년 앞선 《마징가 제트》라는 애니메이션이 TV시리즈로 일본에서 방영이 되고 있었다. 《마징가 제트》(マジンガ- Z)는 1972년 나가이 고의 원작만화를 세리가와 유고(芹川有吾)감독이 도에이 동화와 다이나믹 프로와 손을 잡고 기획한 작품으로 총 92편에 시리즈로 이루어졌다. 나중에 돼서야 로보트 태권브이와 마징가 제트의 유사점이 일본인들에게 알려지고 점점 부각되면서 로보트 태권브이는 한국 애니메이션계의 흑역사로 낙인찍혔다. 문제가 되는 부분은, 로보트 태권브이와 마징가 제트의 디자인 도안이 머리부분을 빼고 전부 도용했다 믿을만큼 너무 닮았으며, 머리 또한 마징가 제트에 등장하는 적 로봇과 지나치게 흡사한데다, 슈퍼태권V에서는 전투메카 자붕글의 주역 로봇을 그대로 표절하였다는 것에 있다. 84태권브이 역시 일본의 다이아버틀스에서 머리만 바꿔치기 한 것이다. 태권브이의 초안 제목은 '마징거 태권'이며, 그레이트 마징가와 해당 작품의 악역의 색만 바꾼 디자인이었다.

## 태권브이 부활 프로젝트
1999년에 대한민국의 어려워진 경제 여건 속에서 새로운 영웅을 그리워하던 그때 그 시절의 사람들-태권브이의 추억을 간직한 이들-이 모여 태권브이 부활 프로젝트를 시작하고 이들의 꿈인 태권브이는 프로젝트가 시작된 지 8년여 만인 2007년 부활했다.

### 재개봉
1976년의 첫 작품은 1981년 미국 수출 진행 중 원판 필름을 발송하였고 이 과정에서 그 필름이 유실되었다. 나머지 복사본 필름도 대부분 폐기되거나 보존 상태가 좋지않아 복원이 불가능한 듯 보였다. 하지만 2003년, 영화진흥위원회의 창고에서 복사본 필름이 발견되어 본격적인 필름의 복원 작업이 이루어지고, 2007년 1월 18일 로보트 태권브이 디지털 복원판이 개봉되어 당시의 세대들이 그들의 아이들과 함께 로보트 태권브이를 즐길 수 있었다. 태권브이가 첫 개봉한 이후 30여 년이 지나서의 일이며, 극장개봉당시 영화사에서는 홍보용 리플릿(전단지)를 로보트 태권브이의 머리모양으로 제작하여 배포하였다.

### 출판
태권브이는 만화가 김형배 화백에 의해 만화책으로 출간이 되기도 했다. 만화책도 복간이 되었으며, 표지는 해당 작품의 포스터로 설정되었다.

## 역사
- 서라벌 레코드가 로보트 태권브이 오리지널 사운드 트랙을 발매

- 1976년 7월 24일 로보트 태권브이 개봉
- 1976년 12월 13일 로보트 태권브이 2탄 우주작전 개봉
- 1977년 7월 20일 로보트 태권브이 3탄 수중특공대 개봉
- 1978년 7월 26일 로보트 태권브이 대 황금날개의 대결(스핀오프) 개봉
- 1979년 7월 26일 날아라! 우주전함 거북선 개봉(로보트 태권브이 출연작)
- 1982년 7월 30일 슈퍼 태권브이 개봉
- 1984년 8월 3일 '84 태권브이 개봉
- 1990년 7월 17일 로보트 태권브이 90 개봉
- 1994년 여행스케치가 오래된 이야기라는 앨범에서 〈태권브이〉를 영어로 불렀다.
- 1999년 대중 음악 그룹인 지누션이 두 번째 앨범에서 〈태권브이〉라는 곡을 발표했다.
- 2006년 7월 24일 태권브이30주년 기념 제작 발표회
- 2007년 1월 18일 1976년 제작된 《로보트 태권브이》의 디지털 복원판이 개봉되었다.
- 2007년 2월 28일 국기원에서 태권브이에게 태권도 4단 명예 단증을 수여했다.[7]
- 2008년 로보트 태권브이 실사 영화를 2009년 연말 개봉 예정으로 제작한다는 뉴스가 발표되었다.[8]
- 2008년 하이패스에서는 태권브이를 등장시키는 광고를 제작 방송하고 있다.[9]
- 2014년 7월 24일 구글에서는 태권브이 38주년 특별로고를 메인화면에 적용하였다.[10]

## Voltar The Invincible

### 배역
- 마이클 J. 폭스 - 빌리 퓨처
- 보니 헌트 - 페니
- 라레인 뉴만 - 메리
- 잭 엔젤 - 의사. 짐 퓨처
- 월러스 숀 - 웰던 카프
- 피어스 브로스넌 - 말콤 플로로고
- 로저 범퍼 - 센다
- 트레스 맥닐 - 디나
- 마이클 벨 - 의사. 헨리 맨리
- 프랭크 웰커 - 녹색 로봇

## 같이 보기
- 전자인간 337
- 슈퍼 태권 V
- 태권동자 마루치 아라치